# Lijst van Panamese autosnelwegen

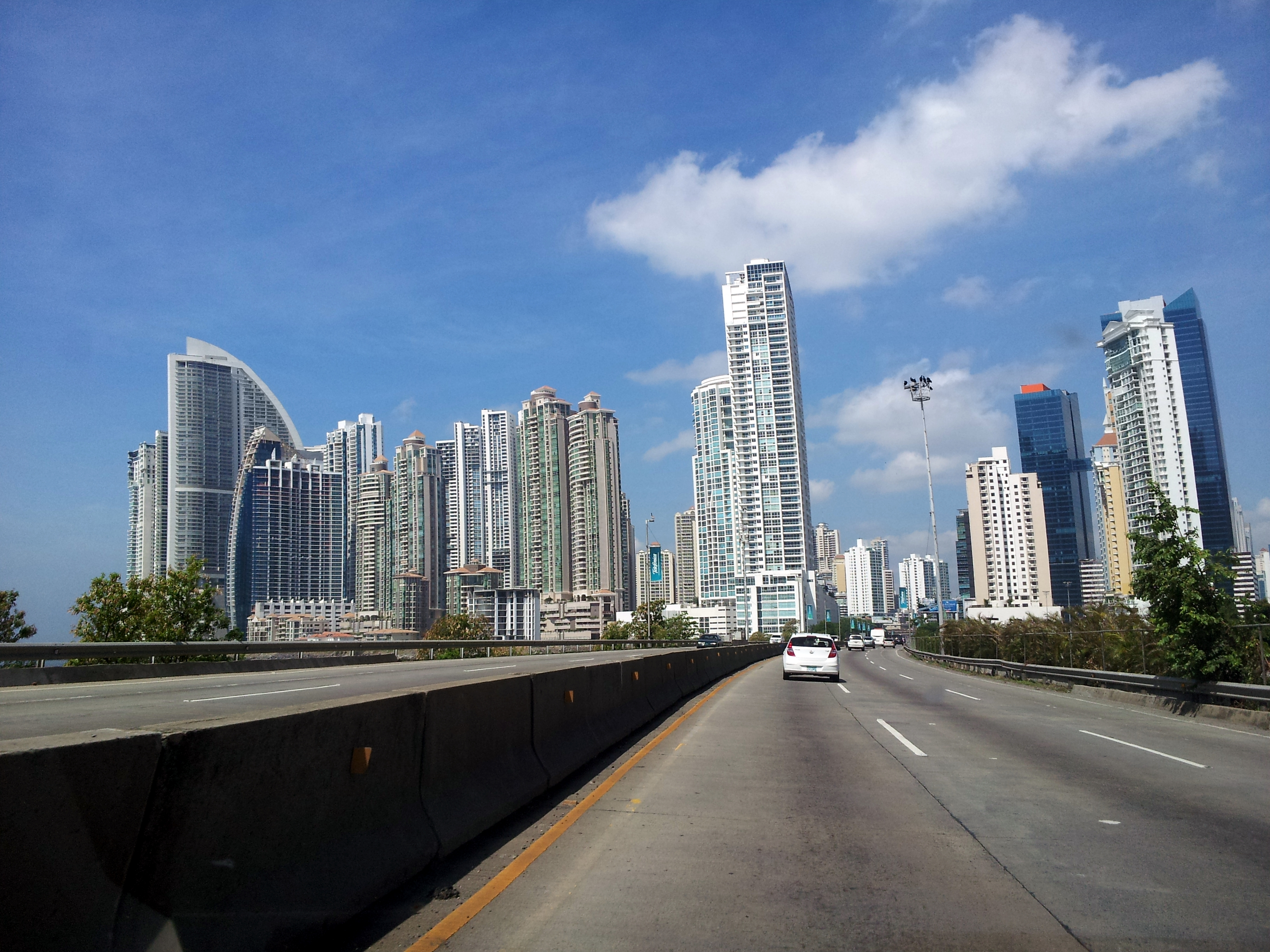
Corredor Sur

Hieronder volgt een lijst van autosnelwegen (autopista) in  Panama. De autosnelwegen zijn soms tolwegen die meestal worden beheerd door ENA (Empresa Nacional de Autopista).
- Autopista Panamá-Colón of Autopista Don Alberto Motta Cardoze: een weg van 46 kilometer tussen Panama-Stad en Colón.[2][3]
- Corredor Norte: een noordelijke ringweg om Panama-Stad van 30 kilometer.[4]
- Corredor Sur: een weg van 21 kilometer lang tussen Panama City en de luchthaven.
- Vía Centenario: een weg van 23 kilometer lang tussen Panama City en de westelijke voorsteden via de Centennial Bridge.[5]
- Een deel van de Carretera Panamericana: 23 kilometer snelweg ten westen van Panama City in het verlengde van de Vía Centenario (Arraiján-La Chorrera).[6][7]
- Carretera Presidente Roberto F. Chiari: 7 kilometer snelweg tussen Panama en Arraiján.[8][9]